# Montmagastre
|  | Aquest article tracta sobre el poble d'Artesa de Segre. Si cerqueu la muntanya homònima, vegeu «Montmagastre (muntanya)». |

Montmagastre és una entitat de població del municipi d'Artesa de Segre, a la comarca de la Noguera.
El poble, de caràcter disseminat, se situa al peu de la muntanya de Montmagastre, al nord-est del terme municipal. Una branca de la carretera L-512 és la seva principal via de comunicació.

## Història
El topònim, segons Joan Coromines, prové de la forma documentada Mamagastre, derivat de mamma castri, que conté el mot mama o "mamella" amb valor orogràfic. La c- inicial de castre s'hauria sonoritzat per la unió constant amb un element proclític. Posteriorment la influència secundària de mons hauria originat el topònim actual.
De l'època prehistòrica es conserven diversos megàlits i jaciments dispersos en el territori, així com un dolmen. També destaca el monument funerari la tomba antropomòrfica del Mases.
Va pertànyer a Anya fins a l'any 1966, en què s'incorpora a Artesa de Segre.